# Eduardo Folle
Eduardo Folle, né le 28 avril 1922 et décédé le 2 août 1994, est un ancien joueur uruguayen de basket-ball.

## Palmarès
- Champion d'Amérique du Sud 1947